# Pegli
Pegli (ligursky Pêgi) je čtvrť v západní části Janova v Itálii. Spolu s dalšími osmnácti autonomními obcemi přestala být v roce 1926 samostatná a byla sloučena s obcí Janov.
Pegli s mírným podnebím a promenádou je převážně rezidenční oblastí se čtyřmi veřejnými parky a několika vilami a sídly. Je známá také jako turistické letovisko s několika hotely, kempy a koupališti. Čtvrť, která je s centrem Janova spojena železnicí, vodními autobusy a autobusy, charakterizuje řada restaurací a obchodů.

## Významní obyvatelé
- Fabrizio De André – italský zpěvák a písničkář
- Renzo Piano – italský architekt
- Liliana Ross – italská herečka chilského původu[2]
- Alberto Lupo – italský herec
- Gino Paoli – italský hudební umělec

Podle ústní tradice se 21. listopadu 1854 v Pegli, v prázdninovém paláci markýzů Della Chiesa, narodil Giacomo Della Chiesa, pozdější papež Benedikt XV. Před palácem, kde často pobýval jako dítě a někdy i jako dospělý před svým zvolením na papežský stolec, se nachází malý pomník, jehož nápis tvrdí, že se v rezidenci budoucí papež narodil. Spolehlivější prameny však uvádějí, že se narodil v hlavním rodinném paláci na via di Santa Caterina v centru Janova.

## Partnerské obce
- Carloforte
- Calasetta